# Lamium orvala
Lamium orvala is een meerjarige, 30-60 cm hoge dovenetel.
De plant komt van nature voor rond het midden van Zuid-Europa, noordwaarts in de Balkan tot de zuidelijke Alpen, waar de soort groeit op vochtige, goed gedraineerde grond in een lichte schaduw. In de Alpen komt de plant voor op hoogten van 1700 m.
De donkergroene, iets langwerpige bladeren zijn getand en kort wit behaard. Ze worden 10 cm breed en 15 cm lang. De vierkantige stengel is kaal of licht behaard.
De roze, 3-4,5 cm lange bloemen zijn tweelippig en bloeien in mei en juni. De onderlip is donker gevlekt.
Voor in de tuin zijn er twee cultivars:
- Lamium orvala 'Album', witte bloemen in mei en juni

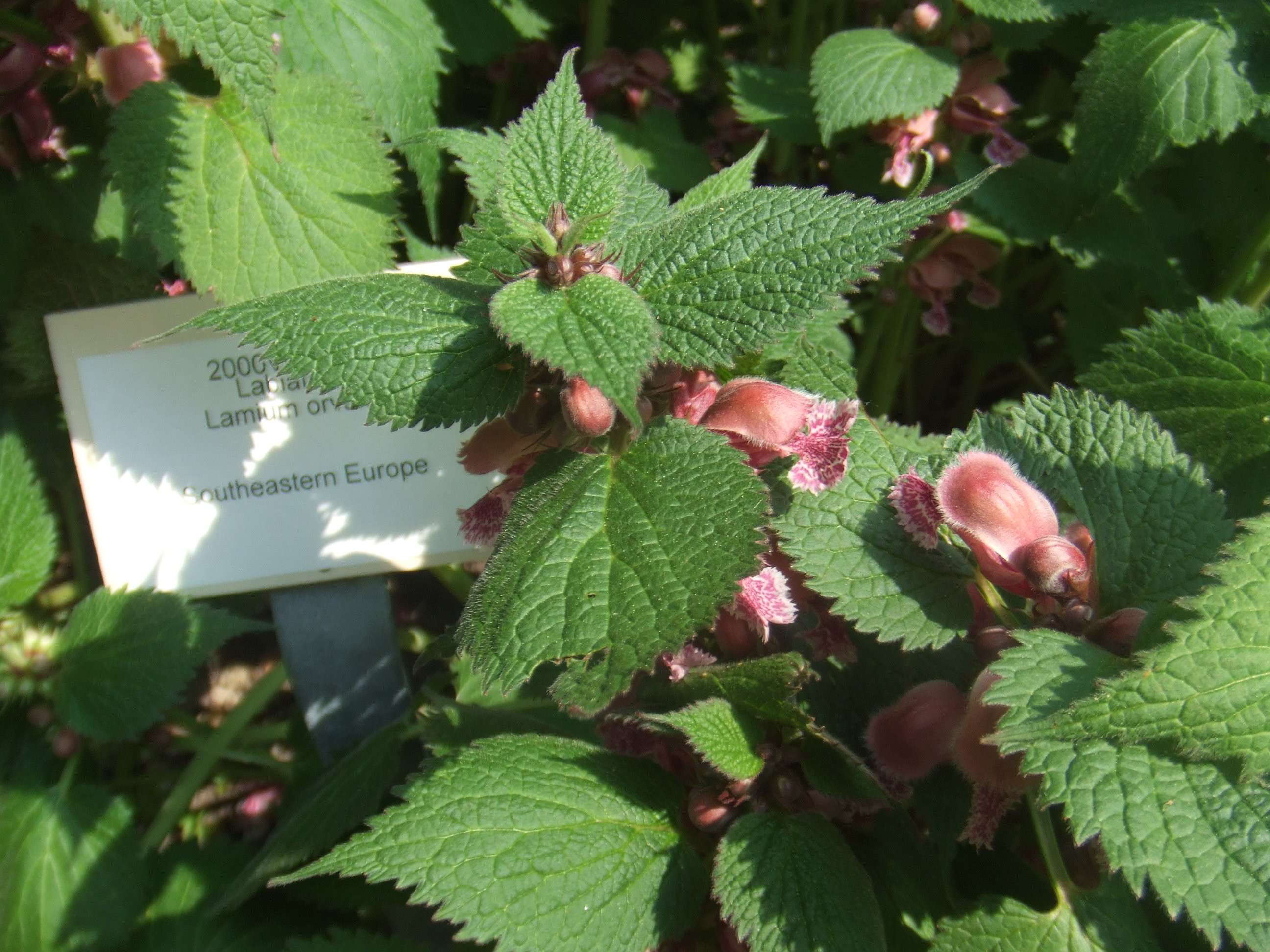
Lamium orvala in de Botanische Tuin TU Delft

- Lamium orvala 'Silva'

... · 
L. album (Witte dovenetel) · 
L. amplexicaule (Hoenderbeet) · 
L. confertum (Brede dovenetel) · 
L. hybridum (Ingesneden dovenetel) · 
L. maculatum (Gevlekte dovenetel) · 
L. orvala · 
L. purpureum (Paarse dovenetel) · 
...